# Muntenii de Sus (gmina)
Muntenii de Sus – gmina w Rumunii, w okręgu Vaslui. Obejmuje miejscowości Muntenii de Sus i Satu Nou. W 2011 roku liczyła 2763 mieszkańców.